# Julien Duvocelle
Julien-Adolphe Duvocelle (* 1873 in Lille, Frankreich; † 1961 in Corbeil-Essonnes, Département Essonne, Frankreich) war ein französischer Maler.

## Leben
Duvocelle war Schüler von Léon Bonnat an der École nationale supérieure des beaux-arts de Paris. Er stellte regelmäßig bei den jährlichen Ausstellungen des Pariser Salon des artistes français aus. Laut den Ausstellungskatalogen der Jahre 1897 bis 1927 malte er hauptsächlich Frauenporträts. Für sein Portrait de ma mère wurde er auf der Weltausstellung Paris 1900 mit einer Bronzemedaille ausgezeichnet.
Duvocelle illustrierte im Jahre 1906 den Kalender der französischen Firma für die Herstellung von Zigarettenpapier Job.

## Werke in französischen Museen
- Selbstporträt, Ende des 19. Jahrhunderts. Musée des beux-arts et musée Marey, Beaune.
- La Chatelaine, Anfang des 20. Jahrhunderts. Musée d’art, d'archéologie et de sciences naturelles, Troyes.
- Portrait de la mère de l’artiste, 1900. Palais des Beaux-Arts de Lille, Lille.
- Crâne aux yeux exorbitées et main agrippées à un mur, Kreide und Kohle, 36 × 25 cm, Anfang des 20. Jahrhunderts. Louvre, Musée d’Orsay, Paris. Bild

## Ausstellungen
- 2012: Sammelausstellung: Schwarze Romantik, Städel, Frankfurt am Main.